# Armand Robin
Pour les articles homonymes, voir Robin.
Armand Robin, né le 19 janvier 1912 à Plouguernével, mort le 29 mars 1961 à Paris, est un écrivain français, également traducteur, journaliste, critique littéraire et homme de radio.
Sa langue maternelle est le breton, il n'apprend le français qu'à l'école élémentaire, bien que cela soit contredit par Françoise Morvan, tout comme par son frère Hippolyte. Devenu polyglotte, il entreprend en 1932 l'étude du russe et du polonais, en 1933 de l'allemand, en 1934 de l'italien, en 1937 de l'hébreu, de l'arabe et de l'espagnol, en 1941 du chinois, en 1942, de l'arabe littéral, en 1943 du finnois, du hongrois et du japonais, etc.
Écrivain inclassable, libertaire, poète, il traduit en français, depuis une vingtaine de langues, une centaine d'auteurs,, dont Goethe, Achim von Arnim, Gottfried Benn, Max Ernst, Lope de Vega, José Bergamín, Vladimir Maïakovski, Boris Pasternak, Sergueï Essénine, Alexandre Blok, Endre Ady, Giuseppe Ungaretti, Fernando Pessoa, Constantin Cavafy, Adam Mickiewicz, Omar Khayyam, etc.
En 1933, il voyage en URSS. Il en revient anticommuniste.
À partir de 1941 il se met à écouter les radios étrangères dans le but de rédiger des bulletins d'écoute, se spécialisant dans l'analyse de la situation politique internationale. C'est d'abord, entre mai 1941 et juillet 1943, comme collaborateur technique au ministère de l'Information du Régime de Vichy (tout en renseignant occasionnellement la Résistance), puis pour son propre compte à partir d'avril ou mai 1944.
À la Libération il est abusivement mis sur la liste noire du Comité national des écrivains : la raison en étant clairement que ce CNE est dominé par les intellectuels communistes ; or Robin est ouvertement anti-stalinien.
En 1945, il adhère à la Fédération anarchiste et contribue de cette date à 1955 au journal Le Libertaire.
Il meurt en 1961 dans des conditions mystérieuses.

## Biographie
Venu au monde dans une famille d'agriculteurs de Basse-Bretagne, à Kerfloc'h dans la commune de Plouguernével près de Rostrenen (Côtes d'Armor), Armand Robin est le huitième enfant d'une modeste famille de paysans. Sa langue maternelle est le breton et jusqu’à sa scolarisation, il ne parle pas un seul mot de français, mais le parler de son pays armoricain,.
Brillant élève, il descend à Paris en 1929 afin de préparer l'entrée à l'École normale supérieure. Il y suit, notamment, les cours de Jean Guéhenno, Breton et d'origine très modeste comme lui, avec qui il se lie d'amitié. Il échoue à l'agrégation mais, boursier, peut continuer ses études de lettres, apprenant notamment le russe.
En 1933, après huit jours de jeûne, il est exempté du service militaire.

### Voyage en URSS
En septembre 1933, il effectue un voyage en URSS, d'où il revient « hagard au souvenir du massacre des prolétaires par les bourgeois bolcheviks […] Par sympathie pour ces millions et millions de victimes, la langue russe devint ma langue natale ».
Le 28 novembre 1933, sa mère meurt.
À partir de 1935, il commence à traduire Alexandre Blok et surtout Sergueï Essénine. Il traduit aussi plus tard Maïakovski, Boris Pasternak et Alexeï Remizov.
Il fréquente les milieux littéraires parisiens, et publie chez Gallimard Ma vie sans moi, où ses propres poèmes se rangent aux côtés de traductions, et Le Temps qu'il fait, épopée lyrique dans le paysage de son enfance.

### Écouteur/traducteur polyglotte
Le 1er avril 1941, il est embauché par le ministère de l'Information du Régime de Vichy comme « collaborateur technique de seconde catégorie » au service des écoutes de radios en langues étrangères. Il rédige un « Bulletin d'écoute » radiophonique (dont quelques exemplaires ont été reproduits à la fin de la réédition de La fausse parole) et livre le double de ses bulletins à la Résistance à partir de 1942. Placé sous la surveillance de la Gestapo après des dénonciations, il quitte son poste le 1er septembre 1943,. Il poursuit des écoutes clandestines à son domicile. Le journaliste Gilles Martinet et Henri-Paul Eydoux attesteront que, depuis 1942, il livrait le double de ses bulletins à la Résistance.
Il commence également à traduire des poèmes du Hongrois Endre Ady.
Divers basculements interviennent dans sa vie aux alentours de 1942. Il se met à écrire des poèmes très militants sur la condition de prolétaire dans le monde, son inadaptation au milieu intellectuel, avec des retours sur son enfance. Il abandonne cette entreprise : c’est son adieu à la littérature personnelle.
Il reprend son Bulletin d'écoutes à titre personnel en mai 1944.

Ayant collaboré à la NRF de Drieu La Rochelle, il est inscrit sur la liste noire complémentaire du Comité national des écrivains dominé par les intellectuels communistes. « Je ne perdis pas courage, je fus mis sur la liste, tout seul sur une liste à part », allègue-t-il, mais il a été établi que ce n'était pas exact. Sa révolte contre le milieu littéraire s'accroît, par provocation il fait la « demande officielle » d’être placé sur toutes les listes noires : 

« une liste noire où je ne serais pas m’offenserait. »

### Passage par la Fédération anarchiste
En 1945, il adhère à la Fédération anarchiste, dont il devient une des figures du groupe du 15e arrondissement de Paris, où milite également Georges Brassens, qui se souvient de Robin en ces termes : « Je l’ai connu en 1945 au groupe du quinzième, affilié à la Fédération anarchiste du quai de Valmy. Il était, disons, président de ce groupe. On se réunissait une fois par semaine. On traitait des problèmes sociaux, mais souvent aussi de livres, de peinture. Comme il avait des accointances avec le milieu littéraire, il invitait des auteurs. Je me rappelle qu'André Breton vint nous faire une causerie… »
Robin définit « l'anarchiste » comme celui qui est « purifié volontairement, par une révolution intérieure, de toute pensée et de tout comportement pouvant d'une façon quelconque impliquer domination sur d'autres consciences ».

### La Fausse Parole: décryptage du discours de propagande
Il n'en continue pas moins ses écoutes radiophoniques sur ondes courtes, toutes les nuits, durant vingt-cinq années, jusqu'à sa mort. Il tape à la machine et ronéote à une trentaine d'exemplaires un bulletin de synthèse qu'il dépose aux abonnés : l'Élysée, le ministère de l'intérieur, l'Agence France-Presse, plusieurs quotidiens, la nonciature apostolique… Captant des nouvelles d'apparence anodine, il annonce, avec parfois douze mois d'avance, des événements notables, par exemple l'arrivée de Khrouchtchev au pouvoir, ou le « refroidissement » sino-soviétique. Il analyse la guerre froide entre l'Est et l'Ouest « comme le reflet d’une lutte, non pas entre un système socialiste et un système capitaliste, mais entre deux systèmes qui relèvent tous les deux du capitalisme ».
Il dénonce la profonde dénaturation que l’idéologie marxiste-léniniste impose au langage, la « novlangue » soviétique qui inverse le sens des mots comme dans le roman 1984 de George Orwell. Ce qui existe est l’exact contraire de ce qui est : le « socialisme » en lieu et place de la surexploitation des travailleurs, la « révolution » en lieu et place de la pire oppression qui soit, l’« avenir radieux » en lieu et place de la plongée dans les ténèbres.
En 1953, il publie La Fausse Parole, point d'aboutissement de sa réflexion sur ses écoutes de radios et sur la propagande : « La propagande obsessionnelle tend à persuader qu’il n’y a qu’avantages à ne plus entendre par soi-même ; la machine à regarder peut servir à créer une inédite variété d’aveugles ».
Dans le même temps, il continue ses travaux de traduction, qui aboutissent à Poésie non traduite, et anime au début des années 1950 une série d'émissions de radio bilingues sur les poètes du monde entier : Poésie sans passeport sous la direction de Claude Roland-Manuel. Il a traduit des poésies d'Omar Khayyâm du persan, ainsi que de la poésie anglaise, allemande, italienne (Eugenio Montale, Ungaretti), russe, polonaise, hongroise. Nombre de ses traductions furent publiées post mortem. Il a laissé une correspondance avec Jules Supervielle.

### Une fin tragique
Arrêté le 28 mars 1961 après une altercation dans un café, il est conduit au commissariat du quartier et y est « passé à tabac » par les policiers. Transféré à l'infirmerie spéciale du dépôt de la Préfecture de police de Paris, il y meurt seul le lendemain dans des conditions qui n'ont jamais été éclaircies. Si l’on en croit Jacques Bergier, les policiers sont incapables d'expliquer les motifs de leurs actes.

## Commentaires
Georges Brassens racontera : 

« Il avait pris l’habitude de téléphoner tous les soirs au commissariat de son quartier. Il demandait le commissaire, déclinait son identité, donnait son adresse et disait : "Monsieur, j’ai l’honneur de vous dire que vous êtes un con". »

Robert Mallet dira de lui : « Je me souviens d’un être qui toujours apparaissait comme un évadé et disparaissait comme un fugitif. » Et Jacques Chessex : « J’avais quelquefois l’impression que Robin sortait avec son propre fantôme. »

## Édition posthume
La famille d'Armand Robin ayant refusé l'héritage, ses biens devinrent propriété de l'État, qui n'allait pas se préoccuper des archives de ce poète. Claude Roland-Manuel et Georges Lambrichs parvinrent à en détourner trois valises de manuscrits qui furent déposées chez Gallimard. Alain Bourdon, président de la Société des Amis d'Armand Robin, les détint par la suite. Il fut chargé par les éditions Gallimard d'en constituer un volume de poèmes et fragments posthumes. Le livre parut en 1968, intitulé Le Monde d'une voix et préfacé par Henri Thomas.
Le recueil se trouvait divisé en quatre parties et — ce qu'on a reproché plus tard à l'éditeur — mélangeait comme s'ils étaient contemporains des textes d'époques distinctes : fragments de la période troublée de la guerre, poèmes libertaires, poèmes badins de la fin des années 1950… On se rendra compte aussi par la suite que les brouillons y avaient subi des coupures et autres altérations.
En 1970, une autre édition parut à la suite de la réédition partielle en « Poésie/Gallimard » de Ma vie sans moi — réédition partielle car sans la partie traductions. De la première édition du Monde d'une voix manquent également dans cette édition de poche une quarantaine de poèmes. Une « note de l'éditeur » s'en explique ainsi : « n'en ont été exclus que quelques fragments qui ne venaient pas prendre place comme d'eux-mêmes dans le mouvement général amorcé depuis Ma vie sans moi. » La division en quatre parties a été abandonnée aussi.
À partir de 1979, la connaissance de l'œuvre de cet auteur allait être entièrement renouvelée par les travaux de Françoise Morvan. Ce furent la réédition de La Fausse Parole, la publication de deux volumes d'Écrits oubliés et d'un autre consacré aux émissions de Poésie sans passeport. Françoise Morvan a également analysé le travail de traduction de Robin auquel elle a consacré un numéro de la revue Obsidiane.
Surtout, elle a publié sous le titre Fragments (Gallimard, 1992) le texte d'une partie des manuscrits posthumes, ceux des années 1943-1945. La thèse de doctorat d'État de Françoise Morvan a été déposée à l'IMEC avec le fonds Armand Robin qu'elle a constitué. Les volumes d'annexes contiennent notamment une analyse du travail d'écoutes radiophoniques, travail mené dans la continuité de celui de l'historien Dominique Radufe, auteur de la thèse de référence sur ce sujet, Armand Robin écouteur.
Françoise Morvan publia également en 2000 à La Part commune un choix des poèmes de ces Fragments ayant trait à la Bretagne sous le titre Le Cycle du pays natal. Ils y côtoient des photos prises par le poète en 1937.
Le volume Fragments aurait dû rendre caduc Le Monde d'une voix. Ce ne fut pas le cas : en 2004 le livre de poche Ma vie sans moi suivi du Monde d'une voix fut réédité, tel quel si ce n'est l'ajout d'un poème, « Le programme en quelques siècles ».

## Œuvres
Poésie et traductions mêlées
- Ma vie sans moi, Gallimard, 1940

Poésie personnelle
- Poèmes indésirables, Paris, Éditions anarchistes, 1945. Réédition : Poèmes indésirables suivis d'articles parus dans Le Libertaire, Cœuvres, Ressouvenances, 2023 (préface de Jean-Louis Mohand Paul)[23].
- Le Monde d'une voix, Gallimard (1968)
- Ma vie sans moi suivi du Monde d'une voix, Poésie/Gallimard (1970, et 2005 augmentée d'un poème)
- Fragments, Gallimard (1992)
- Le cycle du pays natal, La Part Commune (2000)
- À partir de minuit je serai dans le monde, dans le coffret « Petite bibliothèque de poésie contemporaine », Poésie/Gallimard / Télérama (2015)

Autres traductions
- Poèmes d'Ady, Le Seuil (1946), Le temps qu'il fait (1991)
- Poèmes de Boris Pasternak (1946)
- Quatre Poètes russes, Maïakovsky, Pasternak, Blok, Essénine (1949)
- Poésie non traduite (1953)
- Poésie non traduite II (1958)
- Rubayat d'Omar Khayam (1958), rééd. Poésie/Gallimard (1994)
- Les Gaillardes épouses de Windsor et Othello de Shakespeare (1958)
- Le Roi Lear de Shakespeare (1959)
- Écrits oubliés II, Ubacs (1986)
- Roméo et Juliette au village de Gottfried Keller, Éditions L'Âge d'Homme, (1997)
- Savva groudzine, d'Alexeï Remizov, postface de Françoise Morvan, éditions Ubacs, (1986)

Roman
- Le Temps qu'il fait (1942)

Émissions de radio transcrites
- Pâques fête de la joie, Calligrammes (1982)
- Poésie sans passeport, Ubacs (1990)

Essais, articles
- La Fausse Parole, Minuit (1953), Le Temps qu'il fait (2002)
- L'Homme sans nouvelle, Le Temps qu'il fait (1981)
- Écrits oubliés I, Ubacs (1986)
- Expertise de la fausse parole, Ubacs (1990)

Correspondance
- Lettres à Jean Guéhenno, Lettres à Jules Supervielle, présentation Jean Bescond, Éditions de la Nerthe (2006)
- Armand Robin à Jean Paulhan, Correspondance (1936–1958)[24], édition électronique université Paris-Sorbonne[25] (2016)
- Christian Gury, Armand Robin et Anne Caprile, Une amitié d'artistes, éditions Non lieu, (2016)

Mélange
- Le Combat libertaire d'Armand Robin, édition établie par Jean Bescond, introduction de Anne-Marie Lilti, éd. Jean-Paul Rocher, 256 p. (juin 2009)

### Œuvres traduites
- La falsa parola et Scritti scelti, (La Fausse Parole, traduction en italien d'Andrea Chersi, Edizioni l'Affranchi, 1995.
- La falsa palabra, (La Fausse Parole, traduite en espagnol), par Carlos Garcia Velasco, présentation Jean Bescond, Pepitas de calabaza ed, février 2007.
- Lo temps que fai (Le Temps qu'il fait, version occitane) trad. Jan dau Melhau, Letras d'òc, 2012

## Hommages
- Le poète, compositeur et chanteur Paul Dirmeikis a mis en chansons quelques textes d'Armand Robin (La Nuit, L'Illettré, Le Fugitif, Je vous parle) ainsi que sa traduction du poème d'Essénine : Je suis le dernier poète des villages.

## Pour approfondir

#### Travaux universitaires
- Mireille Guillet, Armand Robin : l'incondition poétique, thèse de doctorat en lettres, Université de Provence, 1988, (OCLC 489952358)
- Dominique Radufe, Armand Robin écouteur, Université de Bretagne occidentale, 1988
- Françoise Morvan, Armand Robin : bilan d'une recherche, thèse d'État, université de Lille III (Tomes 1-2-3), 2685 pp, 1990

#### Revues
- Armand Robin, À contretemps, no 30, avril 2008, sommaire en ligne
- Gilles Fortin, Armand Robin au « Libertaire », lire en ligne.

#### Articles
- Yves Leclair, Armand Robin : le monde d'une voix (I et II), L'École des lettres II, no 14 et no 15, 15 mai et 15 juin 1985
- Collectif Sarka, Nos vies sans Armand, Divergences, revue libertaire internationale en ligne, no 16, septembre 2009, lire en ligne.
- Guy Denning, Armand Robin, invisible poète anarchiste, Le Monde libertaire, no 1730, 30 janvier-5 février 2014, lire en ligne
- Jean Bescond, Armand Robin (1912-1961), in Littérature bretonne de langue française, coll., dir. Pascal Rannou, Fouesnant, Yoran Embanner, 2020, p. 279-286

### Radio
- Roger Dadoun, Les chemins de la connaissance - Armand Robin, anarchiste de la grâce, France Culture, 1989, rediffusion Les Nuits de France Culture, 10 février 2015, écouter en ligne
- Anne Kropotkine, Anne Fleury, Armand Robin bouge encore, La Fabrique de l’Histoire, France culture, 21 juin 2011, écouter en ligne
- David Sylvan, Marie Brunet-Debaines, Portrait d'Armand Robin, décodeur de la propagande, Radio télévision suisse, septembre 2013, écouter en ligne

### Vidéographie
- Interview par Jean Feller de Armand Robin, Il écrivait en Français dans le texte, INA, 12 août 1960, voir en ligne
- Jean-François Jung, Le Monde d'une Voix, un Faust des ondes, Film TV, FR3/Ina/Radio France, 1985. Téléfilm de fiction d'après l'œuvre et la vie d'Armand Robin

### Notices
- Dictionnaire des anarchistes, « Le Maitron » : notice biographique
- L'Éphéméride anarchiste : notice biographique
- Le Libertaire (1917-1956) : Armand Robin